# The Pussycat Dolls
The Pussycat Dolls — американський жіночий музичний поп-гурт з Лос-Анджелеса. Створений 1995 року як танцювальний колектив, що виступав у бурлеск-шоу. З 2005 року гурт дебютував з музичним альбомом PCD (абревіатура від назви колективу), цей альбом посів п'яту сходинку в Billboard 200, а сингл «Stickwitu» з цього альбому здобув премію Греммі в номінації «Найкраще поп-виконання дуетом або гуртом». Незмінною солісткою гурту була Ніколь Шерзінгер. Гурт піддавався критиці за відверті сексуальні рухи на сцені, зокрема компанія 'Absolute Entertainment', що організовувала тур цього гурту в Малайзії була оштрафована на $3000.

## Дискографія

### Альбоми
- PCD (2005)
- Doll Domination (2008)

### DVD
- The Pussycat Dolls: Live from London (2006)
- Pussycat Dolls Workout (2009)[2]